# Château de Komoro
Ne doit pas être confondu avec Château de Koromo.
Le château de Komoro (小諸城, Komoro-jō) est un hirayamashiro (château en hauteur) situé à Komoro, dans la préfecture de Nagano au Japon.

## Histoire
Le bâtiment est construit en 1554 par Takeda Shingen. En 1590, Sengoku Hidehisa en devient le daimyo et son fils Sengoku Tadamasa lui succède. Tadamasa améliore le château dont les fondations du tenshu (donjon) datent de ce moment. Le tenshu lui-même est incendié durant l'époque d'Edo. L'essentiel de ce qui reste du château est démoli en 1871 durant la restauration Meiji.
Actuellement, les ruines du château sont ouvertes à la visite ainsi que deux portes ōtemon et un sannomon, les deux ayant été déclarés « importantes propriétés culturelles du Japon ». Sur l'emplacement du château se trouve aussi un parc d'attraction, un zoo ouvert en 1926 et un musée consacré à Tōson Shimazaki.